# Katta Diallo
Pour les articles homonymes, voir Diallo.
Katta Diallo, né le 20 mars 1946 à Dakar, est un peintre sénégalais issu de la première génération de l'« École de Dakar ». 

## Sélection d'œuvres
- La jeune mariée, 1977
- Symbiose, 1977
- Les jumelles, 1983
- Princesse Peulh, 1979
- Les archétypes négro-africains, 2006